# آیسا آی-۱۱
آیسا آی-۱۱ (به انگلیسی: AISA_I-11) یک هواگرد ملخ‌پیشین تک‌موتوره از نوع هواگرد عمومی ساخت شرکت Iberavia/AISA است. هواگرد آیسا آی-۱۱ نخستین پروازش را در ۱۹۵۱ میلادی انجام داد. در مجموع، تعداد ~۴۱۰ فروند از این هواگرد ساخته شده‌است.